# Boierii Moldovei și Țării Românești

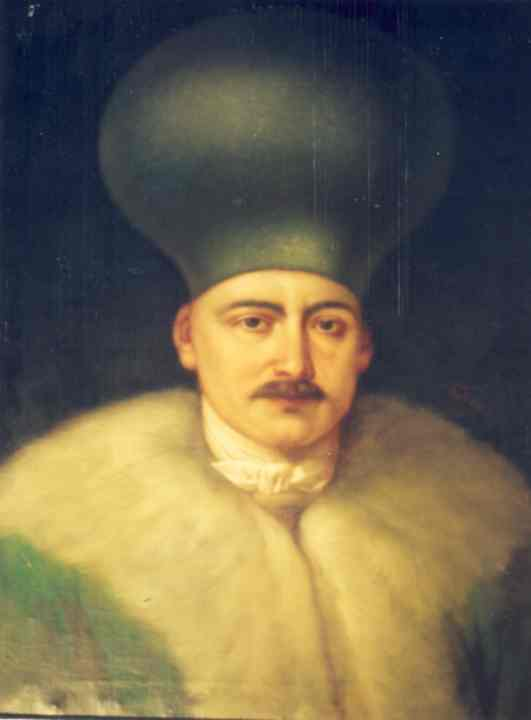
Vornicul Șerban Grădișteanu purtând un kalpak, o indicație a gradului său boieresc. Muzeul Municipiului București

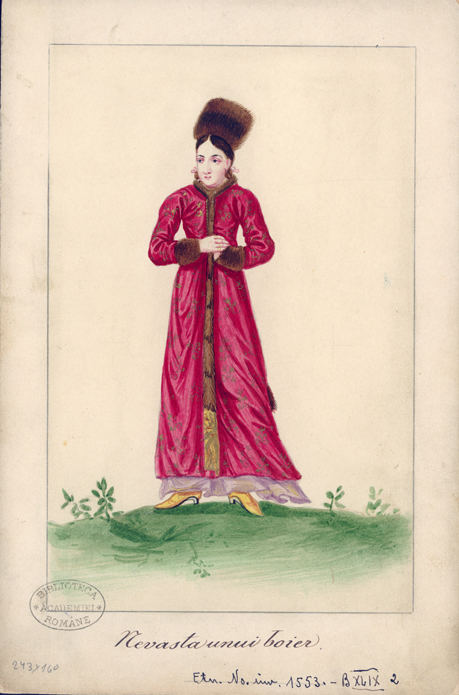
Nevasta unui boier; desen din 1729

Boierii Moldovei și Țării Românești erau nobilimea Principatelor Dunărene ale Moldovei și Țării Românești. Titlul era fie moștenit, fie acordat de Domn, adesea împreună cu o funcție administrativă. Boierii dețineau o mare parte din puterea politică în principate și, până în epoca fanariotă, ei alegeau Domnul. Ca atare, până în secolul al XIX-lea, sistemul a oscilat între o oligarhie și o autocrație cu puterea concentrată în mâinile Domnului.

## Origini
În Evul Mediu, românii locuiau în comunități autonome numite obște care amestecau proprietatea privată și comună, folosind un sistem de câmp deschis. Proprietatea privată a pământului a câștigat teren în secolele al XIV-lea și al XV-lea, ducând la diferențe în cadrul obștei către o stratificare a membrilor comunității.
Denumirea „boierilor” din română (instituția fiind numită boierie) a fost patentată de la Imperiul Rus, care avea putere și influență semnificativă asupra Moldovei.
Crearea domeniului feudal în care moșierii erau cunoscuți ca boieri s-a făcut în mare parte prin sistemul de danii („donații”): Domnii dădeau sate întregi militarilor, uzurpând dreptul de proprietate al obștei. Până în secolul al XVI-lea, puținele sate rămase încă libere au fost preluate cu forța de către boieri, în timp ce unii oameni au fost nevoiți să accepte să devină iobagi (vezi Iobăgia în Moldova și Țara Românească) din cauza foametei, a invaziilor, a impozitelor mari, a datoriilor, ceea ce a deteriorat și mai mult situația economică a țăranilor liberi.
În afară de boierii de curte și de elita militară, din interiorul satelor au apărut unii boieri („boieri de la țară”), când un conducător al obștei (numit de obicei cneaz) a jurat fidelitate Domnului, devenind moșierul satului.

## Epoca feudală
Domnul era considerat conducătorul suprem al pământului și primea o rentă de pământ de la țărani, care trebuiau să plătească și o chirie boierului care deținea pământul. Boierii erau în general scutiți de orice impozite și chirii care trebuiau plătite Domnului. Boierii aveau dreptul la o chirie care reprezenta un procent din produsul țăranilor (inițial o zecime, de unde și numele, dijmă) pe lângă un număr de zile de muncă neremunerată (corvoadă, cunoscută local ca clacă sau robotă).
Totuși, nu toți moșierii care dețineau sate erau boieri, existând și o clasă diferită de moșieri fără titlu boieresc, numită cneji sau judeci în Țara Românească și nemeși în Moldova. Nu erau însă scutiți de taxe ca boierii. Boierii din clasa superioară (cunoscuți sub numele de vlastelin în Țara Românească) trebuiau să aprovizioneze Domnul cu un număr de războinici proporțional cu numărul de sate pe care le dețineau.
Unii boieri erau funcționari de curte, biroul numindu-se dregătorie, în timp ce alții erau boieri fără funcție. Funcții importante la curte care erau deținute de boieri includeau vistier, stolnic, vornic și logofăt (cancelar). În timp ce la început funcționarii de curte nu erau importanți și de multe ori nici măcar nu erau boieri, cu timpul, boierii au început să își dorească funcțiile, pentru a participa la guvernarea țării, dar și pentru a obține veniturile aferente fiecărei funcții.
În timp ce epoca este adesea numită „feudală” în istoriografia românească, au existat unele diferențe majore între statutul feudalilor occidentali și statutul boierilor români. În timp ce în Țara Românească și Moldova a existat o ierarhie la fel ca în Occident, balanța puterii era întitulată către Domn, care îi avea pe toți supuși și care avea puterea de a retrograda chiar și pe cel mai bogat boier, de a-i confisca averea sau chiar de a-l decapita. Cu toate acestea, puterea pentru alegerea Domnului era deținută de marile familii boierești, care aveau să formeze grupuri și alianțe, ducând adesea la dezordine și instabilitate.

## Epoca fanariotă

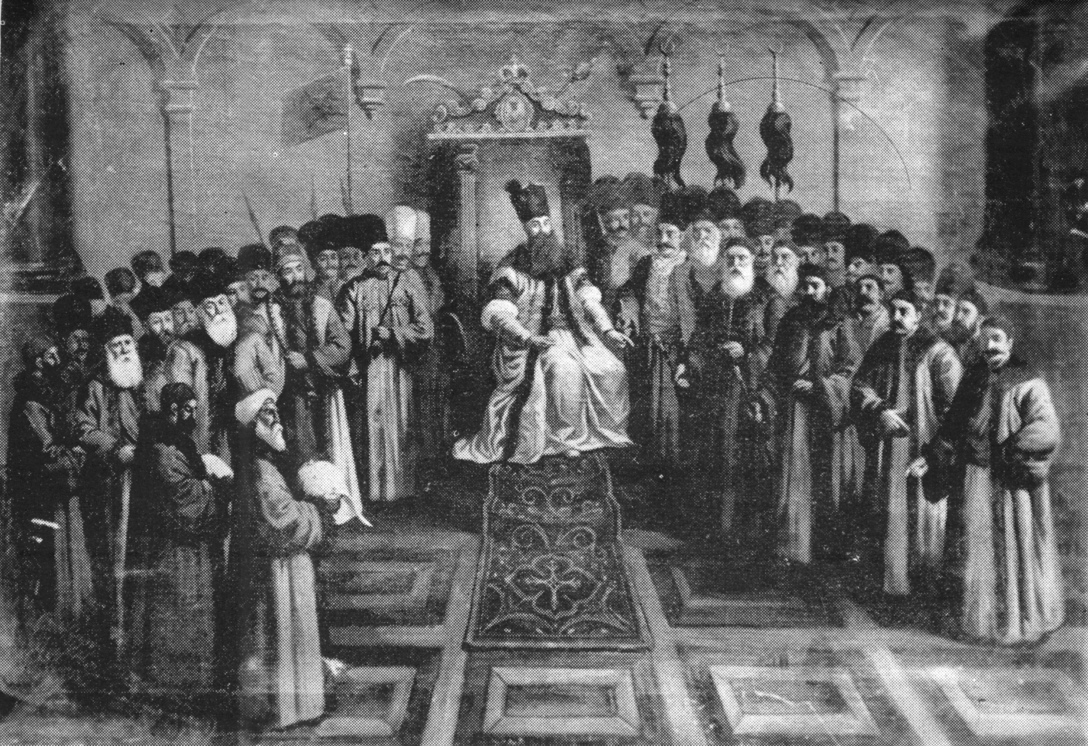
Domnul Nicholae Mavrogheni și sfatul boieresc

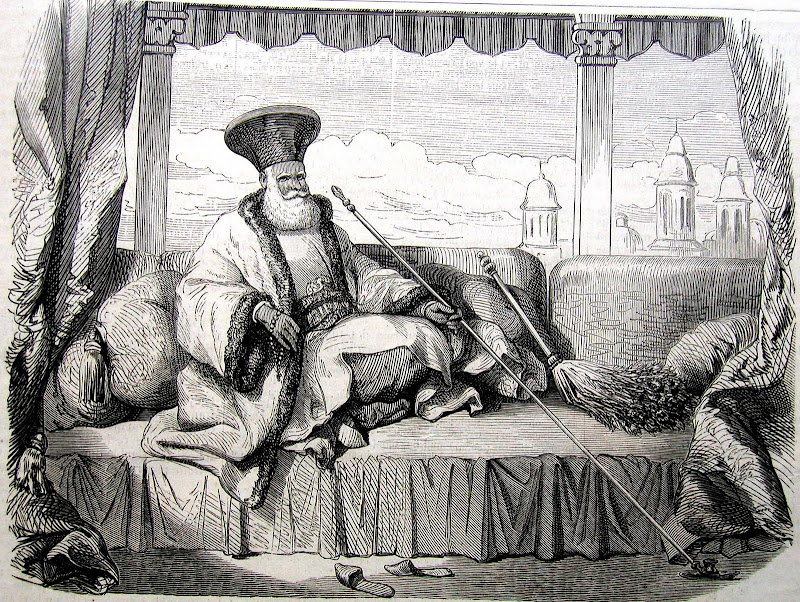
Boierul Iordache Filipescu, îmbrăcat în haine boierești tip fanariot, stând pe un divan.

După instaurarea regimului fanariot în Moldova (1711) și Țara Românească (1716), mare parte din clasa boierească a fost alcătuită din greci din Constantinopol care aparțineau clienților fanarioți, care au devenit funcționari și au fost asimilați clasei boierești sau localnicilor care și-au cumpărat titluri. La venirea la București sau la Iași, noii Domni fanarioți au venit cu o suită greacă căruia i s-au dat cele mai importante slujbe oficiale; iar mulți dintre acești greci s-au căsătorit în familii boierești locale. Pentru a-și consolida poziția în clasa boierească muntenească și moldovenească, funcționarilor li s-a permis să-și păstreze titlul de boier după încheierea mandatului.
Funcțiile oficiale, care în mod tradițional erau date pentru un an, erau adesea cumpărate cu bani ca o investiție, deoarece funcția aducea adesea venituri mari în schimb. În timp ce funcțiile oficiale erau deseori date atât românilor, cât și grecilor, a existat o excepție: pe tot parcursul epocii fanariote, vistierii erau în mare parte boieri locali pentru că erau mai competenți în colectarea impozitelor. Când urmașii unui boier nu puteau obține nici măcar cea mai mică funcție, ei deveneau „boieri căzuți” (mazili), care, totuși, își păstrau unele privilegii fiscale.
Mulți dintre boierii locali proaspăt dăruiți cu funcții erau negustori înstăriți care plăteau pentru a deveni boieri, în unele cazuri chiar au fost forțați de Domn să devină boieri (și astfel să plătească Domnului o sumă). Curțile domnești de la București și Iași țineau registre de titluri, care cuprindeau o listă a tuturor boierilor (cunoscută ca Arhondologia). Întrucât Domnul dorea să-și maximizeze veniturile, era în interesul lui să creeze cât mai mulți boieri (și să primească bani de la fiecare), ducând la o inflație a numărului de boieri.
Baza economică a clasei boierești a fost proprietatea pământului: până în secolul al XVIII-lea, mai mult de jumătate din pământul Țării Românești și Moldovei fiind deținut de aceștia. De exemplu, conform recensământului moldovenesc din 1803, din cele 1711 sate și orașe de tip târguri, boierii dețineau 927 dintre ele. Procesul, început în epoca feudală, de acaparare a proprietăților țăranilor liberi de către boieri, a continuat și s-a accelerat în această perioadă.

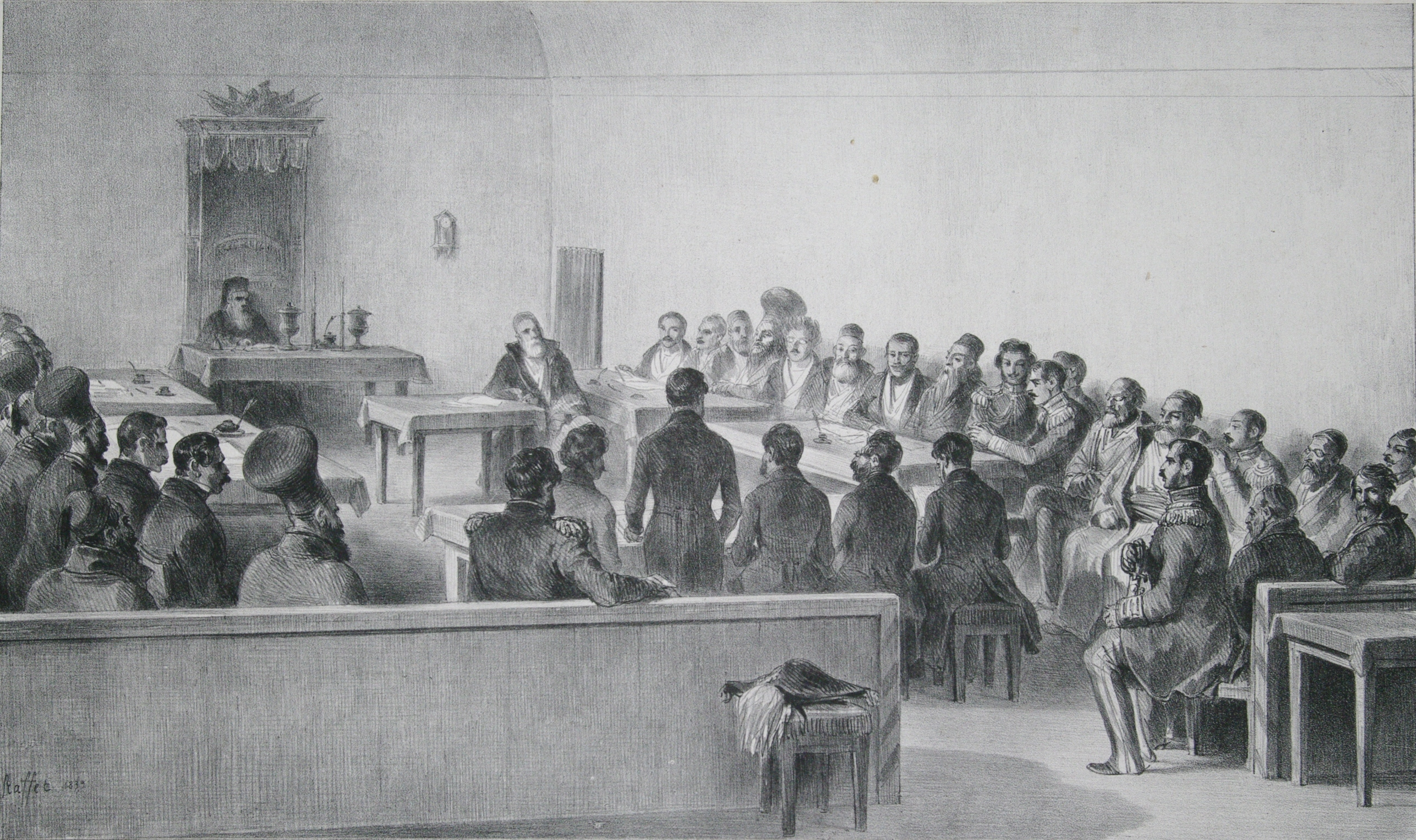
Adunarea obștească a boierilor, 1837

Boierii purtau costume asemănătoare cu cele ale nobilimii turcești, cu diferența că în loc de turban, majoritatea purtau un Kalpak foarte mare. Femeile din clasa boierească purtau și ei costum de inspirație turcească. Mulți boieri foloseau sume mari de bani pentru un consum ostentativ, în special îmbrăcăminte de lux, dar și trăsuri, bijuterii și mobilier. Luxul vieții boierilor contrasta puternic nu doar cu mizeria satelor românești, ci și cu aspectul general al capitalelor, acest contrast izbindu-i pe străinii care vizitau Principatele. În primul deceniu al secolului al XIX-lea, femeile din clasa boierească au început să adopte moda occidentală: în iulie 1806, soția Domnului din Iași, Safta Ipsilanti, a primit-o pe soția consulului francez îmbrăcată după moda franceză. Boierii bărbați, totuși, nu și-au reformat costumul la moda occidentală decât în jurul anilor 1840.

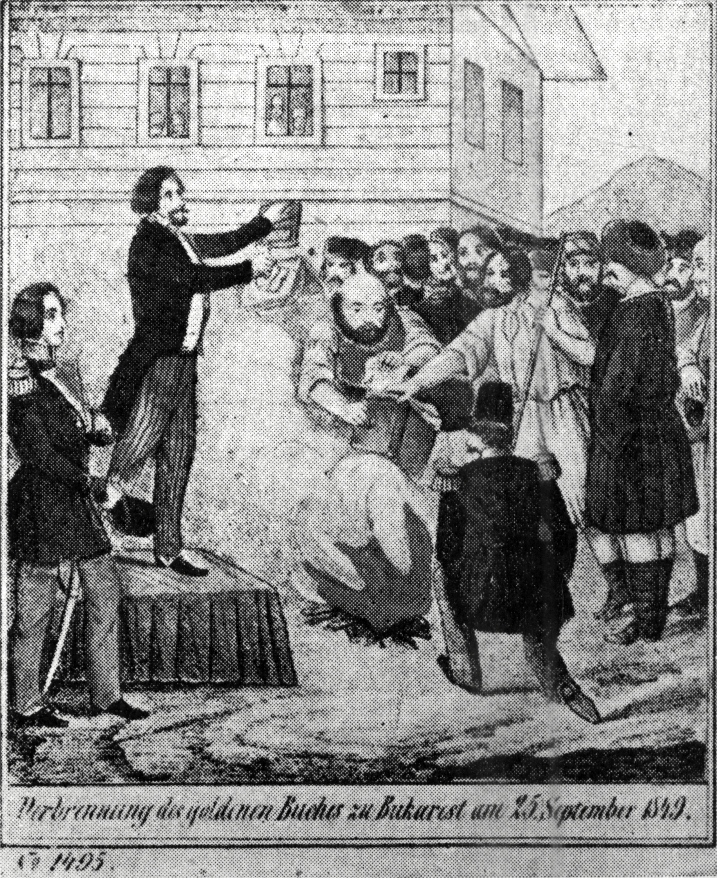
Arderea Regulamentului Organic și a registrului gradelor boierești (Arhondologiei) în timpul revoluției de la 1848

Deschiderea spre Europa de Vest a însemnat ca boierii să adopte moravurile occidentale, iar cheltuielile cu luxul au crescut. În timp ce boierii mari și-au putut permite aceste cheltuieli prin intensificarea exploatării domeniilor lor (și a țăranilor care lucrau la ele), mulți boieri mai mici au fost ruinați de noua modă.

## România modernă
Începând cu jumătatea secolului al XIX-lea, cuvântul „boier” a început să-și piardă sensul de „nobil” și să însemne pur și simplu „mare proprietar”. Constituția lui Cuza (cunoscută sub numele de Statut) din 1864 i-a lipsit pe boieri de privilegiile legale, iar gradele au dispărut oficial, dar, prin avere, și-au păstrat influența economică și politică, în special prin sistemul electoral al votului cenzitar. Unii dintre micii boierii (de clasă inferioară) s-au alăturat burgheziei implicate în comerț și industrie.
Un număr de 2000 de proprietari mari de terenuri dețineau peste 3 milioane de hectare sau aproximativ 38% din toate terenurile arabile. Majoritatea acestor boieri nu mai participau la administrarea moșiilor lor, ci locuiau mai degrabă în București sau în Europa de Vest (în special Franța, Italia și Elveția). Și-au închiriat moșiile pentru o sumă fixă către arendași. Mulți dintre boieri s-au găsit în dificultăți financiare; multe din moșiile lor fuseseră ipotecate. Lipsa de interes pentru agricultură și domeniile lor a dus la dizolvarea clasei boierești.

## Moștenirea
Mișcarea din jurul revistei Sămănătorul a deplâns dispariția clasei boierești, fără a susține însă revenirea acestora. Istoricul Nicolae Iorga a văzut sistemul nu ca pe o exploatare egoistă a țăranilor de către boieri, ci mai degrabă ca pe o democrație rudimentară. De cealaltă parte a spectrului politic, gânditorul marxist Constantin Dobrogeanu-Gherea a considerat că reformele nu au mers suficient de departe, argumentând că condiția țăranilor este o neo-iobăgie.